# Zanfona-órgano
La zanfona-órgano (it:lyra organizzata; Lire organizzate; fr:vielle organisée; en:hurdy gurdy with organ pipes) es una variante de la zanfona conocida como vielle organisée (viola organizada) que apareció en Francia a mediados del siglo XVIII. 

## Características
Es un tipo de viola de rueda con caja armónica de morfología en forma de ocho de unos 75cm de longitud, que incluye un órgano portátil con una o dos filas horizontales de tubos en forma de flauta en un lateral. Dispone de 2 octavas cromáticas, con dos filas de tubos que funcionan alternativamente. 

La manivela que hace girar la rueda de la zanfona, también acciona un fuelle situado en el interior de la caja insuflando aire en el órgano.
 
El teclado acciona simultáneamente las tangentes de la zanfona y las válvulas que permiten el paso del aire a los tubos, afinados a la octava aguda de las cuerdas. 

Los tubos y cuerdas pueden sonar independientemente.

## Historia
Francois Bedos de Celles, París (1778), en su L`Art du facteur d`orgues (Arte del constructor de órganos), describe el instrumento, su construcción y dibujos del interior. 
Joseph Haydn escribió en 1786, siete nocturnos y cinco conciertos para dos lire organizzate compuestos para Fernando IV de Nápoles, muy aficionado a tañer este instrumento. 

Mozart, Viena (1787), escribió varias danzas alemanas para una viola de rueda y un pequeño grupo instrumental de viento.
Se conserva un ejemplar atribuido a Berge de Toulouse (1771).
 
Este instrumento desapareció en poco tiempo, posiblemente debido a su complejidad mecánica y de afinado.